# Zofia Borzymińska
Zofia Borzymińska (ur. 1953) – polska historyczka i filolożka. 

## Życiorys
Absolwentka Uniwersytetu Warszawskiego (Wydział Neofilologii, 1977), wieloletni pracownik naukowy Żydowskiego Instytutu Historycznego; zajmuje się dziejami Żydów warszawskich w XVIII i XIX wieku oraz szeroko pojętą kulturą żydowską.
W 1989 w Instytucie Historii im. Tadeusza Manteuffla Polskiej Akademii Nauk uzyskała stopień doktora nauk humanistycznych w zakresie historii za rozprawę Szkolnictwo żydowskie w Warszawie w latach 1831–1870, napisaną pod kierunkiem Artura Eisenbacha.
W pierwszej połowie lat 90. w ŻIH pełniła obowiązki przewodniczącej Rady Naukowej, była koordynatorem do spraw edukacyjnych i wydawniczych; kierowała Zespołem Wydawniczym ŻIH oraz Zakładem Badań nad Ewolucją Tożsamości Żydów w Polsce; uruchomiła Serię Prac Naukowych ŻIH oraz Serię Edukacyjną ŻIH; organizowała kursy dla nauczycieli poświęcone historii i kulturze Żydów polskich; później była stypendystką Żydowskiego Instytutu Naukowego (YIVO) w Nowym Jorku.
Kierowała grantem „Polski słownik judaistyczny” (t.1 i 2, wyd. Warszawa 2003). W latach 2009–2018 kierowała Zakładem Varsavianistycznym w ŻIH (przemianowanym w 2013 na Pracownię Varsavianistyczną); uruchomiła Serię Prac Zakładu Varsavianistycznego w Żydowskim Instytucie Historycznym im. Emanuela Ringelbluma (subserie: Na bezdrożach modernizacji; Studia źródłoznawcze; Monografie; Studia i materiały).
Laureatka nagrody Instytutu Jad Waszem za osiągnięcia i całokształt pracy (1993). 
Jej mężem był Rafał Żebrowski.

## Publikacje
Zofia Borzymińska jest redaktorem naukowym i merytorycznym oraz autorką i współautorką wielu publikacji, w tym książek:
- 2019: Non tolerandis...? Meandry obecności Żydów w Warszawie u schyłku I Rzeczypospolitej, t. 1: 1764-1788, t. 2: 1788-1795

- 2014: Odkrywanie żydowskiej Pragi. Studia i materiały, red. nauk. Z. Borzymińska

- 2014: Obowiązek nauki, [w:] Historia Żydów. Dzieje narodu od Abrahama do państwa Izrael. Żydzi w Polsce. 1000 lat wspólnoty losów
- 2012: „Miasto bez rabina nie może istnieć”. Rabini, podrabini i kandydaci na rabinów guberni warszawskiej w latach 1888–1912 / „A City without a Rabbi Cannot Exist”. Rabbis, Assistant Rabbis and Candidates for Rabbis in the Warsaw Governorate in the years 1888-1912, red. nauk. Z. Borzymińska R. Żebrowski i M. Rzepecka-Aleksiejuk
- 2007: Szkolnictwo Żydów w Polsce, [w:] Encyklopedia pedagogiczna XXI wieku, red. T. Pilch et al., t. 6* 2004: Żydowska narzeczona, żydowska żona. Obyczajowość ujęta w ramy prawa, [w:] Kobieta i małżeństwo. Społeczno-kulturowe aspekty seksualności. Wiek XIX i XX, studia pod red. A. Żarnowskiej i A. Szwarca, t. 8
- 2003: Polski słownik judaistyczny. Dzieje. Kultura. Religia. Ludzie, t. 1 i 2 (wraz z Rafałem Żebrowskim)
- 2000: Wpływ Szkoły Rabinów na przemiany kulturowe Żydów warszawskich w drugiej połowie XIX wieku, [w:] Żydzi i judaizm we współczesnych badaniach polskich, t. 2
- 1996: Dalla storia della stampa periodica in yiddish, [w:] „La Rassegna Mensile di Israel”, t. 62, nr 1-2
- 1995: Społeczeństwo żydowskie w Polsce w XIX wieku, [w:] Studia z dziejów Żydów w Polsce, t. 1
- 1994: Szkolnictwo żydowskie w Warszawie, 1831–1870
- 1994: Dzieje Żydów w Polsce. Wybór tekstów źródłowych. XIX wiek
- 1994: 54 hasła-biogramy (wspólnie z R. Żebrowskim), [w:] Słownik historyków polskich
- 1993: PO-LIN. Kultura Żydów polskich w XX wieku (wraz z Rafałem Żebrowskim)
- 1992: Wzory wychowania kobiet w szkołach żydowskich w Królestwie Polskim w XIX wieku, [w:] Kobiety i edukacja na ziemiach polskich w XIX i XX w. Zbiór studiów, red. A. Żarnowska i A. Szwarc, t. 2, cz. 1
- 1978: Kuchnie azjatyckie (wraz z Krzysztofem Gawlikowskim i Wandą Macińską)